# Dolní Dlouhá
Dolní Dlouhá (německy Unter-Langendorf) je zaniklá vesnice v okrese Český Krumlov v Jihočeském kraji. Stávala v Šumavském podhůří asi 1,5 kilometru severozápadně od Malšína.

## Název
Český název Dlouhá vznikl podle německého jména Langendorf (dlouhá ves). V historických pramenech se název vsi objevuje ve tvarech: Langdorf (1352), „silva Dluzsky“ (1373), Dluha inferiori (1389), z Dluhe (1401), Underlangdorff (1598), dlauha Wes (1625) a Unter-Langendorf (1720). V patnáctém a šestnáctém století se český název Dluha používal častěji než německý Langendorf, který naopak zcela převládl po třicetileté válce.

## Historie
První písemná zmínka o vesnici označované jako Langdorf pochází z roku 1352.

## Obyvatelstvo
|           | 1869 | 1880 | 1890 | 1900 | 1910 | 1921 | 1930 | 1950 |
| --------- | ---- | ---- | ---- | ---- | ---- | ---- | ---- | ---- |
| Obyvatelé | 114  | 118  | 122  | 123  | 115  | 100  | 101  | 52   |
| Domy      | 19   | 20   | 20   | 20   | 20   | 20   | 21   | 10   |

## Obecní správa
Vesnice stávala v katastrálním území Horní Dlouhá. Při sčítání lidu v letech 1869–1910 byla osadou obce Ostrov v okrese Kaplice, v letech 1921 a 1930 patřila k obci Horní Dlouhá a roku 1950 znovu k Ostrovu. V dalších letech Dolní Dlouhá jako místní část zanikla.

## Pamětihodnosti
Na okraji zaniklé vesnice, poblíž domu čp. 7, roste památný strom Hrušeň v Dolní Dlouhé vysoká sedmnáct metrů s obvodem kmene 360 centimetrů.